# Piotr Sobociński
Pour les articles homonymes, voir Sobociński.
Piotr Sobociński (né le 3 février 1958 à Łódź et mort le 26 mars 2001 à Vancouver) est un directeur de la photographie polonais.
Il est le fils du chef opérateur, Witold Sobociński.
Directeur de la photographie de Trois couleurs : Rouge, il obtient pour ce film une nomination à l'Oscar de la meilleure photographie en 1995

## Biographie

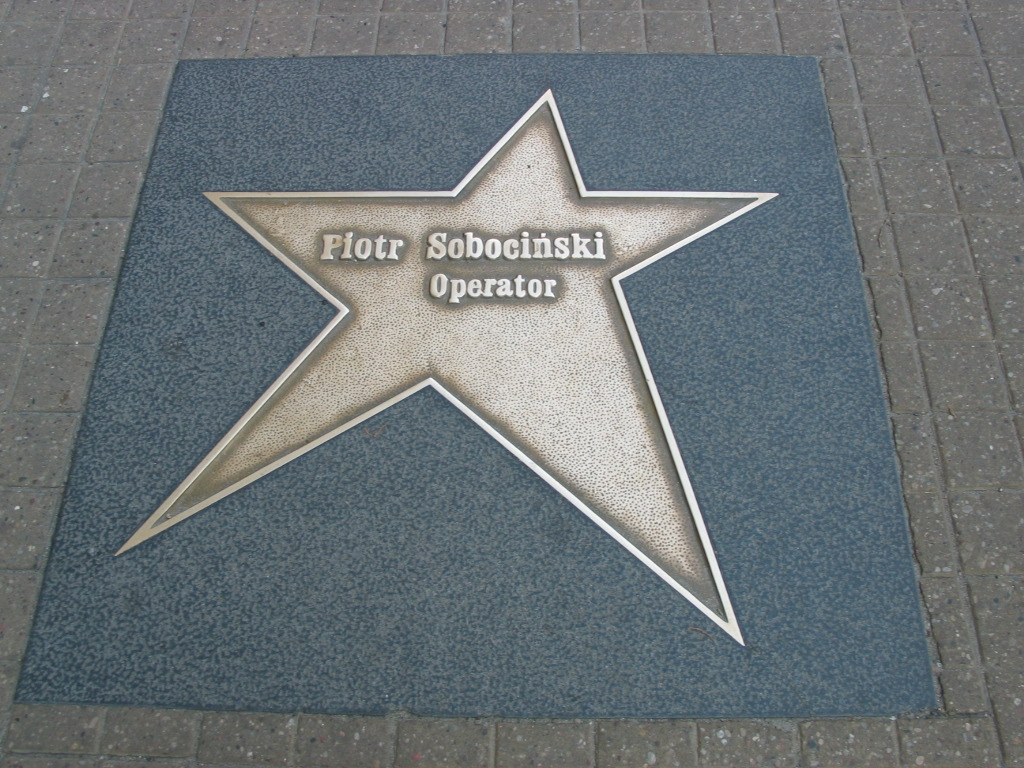
Étoile de Piotr Sobociński sur le Walk of Fame de Łódź

Élève, comme son père, de l'école nationale de cinéma de Łódź, Piotr Sobociński débute en 1983 avec Die Kinder von Himmlerstadt un court métrage allemand, suivi deux ans plus tard du documentaire Zu Hause - Was ist das eigentlich? et de sa 1re participation au tournage d'un long métrage, Miłość z listy przebojów de Marek Nowicki. De 1987 à 1990, le réalisateur Filip Bajon l'engage pour Magnat, Pension Sonnenschein, Biala wizytówka et Bal na dworcu w Koluszkach.
Il signe la photographie des épisodes 3 et 9 du Décalogue de Krzysztof Kieślowski et la célébrité arrive en 1994 avec Trois couleurs : Rouge, 3e opus de la trilogie de ce même réalisateur. Outre les nominations à l'Oscar de la meilleure photographie et à la grenouille d'or du festival Camerimage, le film obtient à ce dernier festival la grenouille de bronze.
Dès lors, sa carrière se poursuit essentiellement avec des films américains, La Rançon (Ransom), de Ron Howard, avec Mel Gibson et Rene Russo, L'Heure magique (Twilight), de Robert Benton, Cœurs perdus en Atlantide (Hearts in Atlantis), de Scott Hicks, Angel Eyes et Mauvais piège (Trapped), de Luis Mandoki. Pendant le tournage de ce dernier film, il subit une grave crise cardiaque, et décède dans son sommeil à Vancouver le 26 mars 2001. Son fils Piotr Sobociński (pl) est également directeur de la photographie.

## Filmographie partielle
- 1990 : Le Décalogue (épisodes 3 et 9), de Krzysztof Kieślowski
- 1993 : État sauvage (Die Wildnis), de Werner Masten
- 1994 : Trois couleurs : Rouge, de Krzysztof Kieślowski
- 1995 : Docteur Markus Merthin (Frauenarzt Dr. Markus Merthin) (série TV)
- 1996 : Simples Secrets (Marvin's Room), de Jerry Zaks
- 1996 : La Rançon (Ransom), de Ron Howard
- 1996 : La Septième demeure (A hetedik szoba), de Márta Mészáros
- 1998 : L'Heure magique (Twilight), de Robert Benton
- 2001 : Cœurs perdus en Atlantide (Hearts in Atlantis), de Scott Hicks
- 2001 : Angel Eyes, de Luis Mandoki
- 2002 : Mauvais piège (Trapped), de Luis Mandoki

## Récompenses et nominations
- 1986 : Meilleure photographie du festival du film de Cracovie - Szczurolap, conjointement avec Marcin Isajewicz et Mieczysław Herba[2]
- 1994 : Grenouille d'argent du festival Camerimage - Trois couleurs : Rouge[3]
- 1994 : Nomination à la grenouille d'or du festival Camerimage - Trois couleurs : Rouge[3]
- 1995 : Nomination à l'Oscar de la meilleure photographie - Trois couleurs : Rouge[4]
- 1995 : Grenouille d'or du festival Camerimage - La Septième demeure[5]
- 1997 : Nomination à la grenouille d'or du festival Camerimage - Simples Secrets[6]
- 2001 : Grenouille de bronze du festival Camerimage - Cœurs perdus en Atlantide[7] (à titre posthume)
- 2001 : Nomination à la grenouille d'or du festival Camerimage - Cœurs perdus en Atlantide[7]
- 2002 : Nomination au Satellite Award de la meilleure photographie - Cœurs perdus en Atlantide[8]